# Чхеидзе, Темур Нодарович
Тему́р Нода́рович Чхеи́дзе (груз. თემურ ნოდარის ძე ჩხეიძე; 18 ноября 1943, Тбилиси — 5 июня 2022, там же) — советский, грузинский и российский театральный режиссёр, актёр. Народный артист Грузинской ССР (1981). Народный артист Российской Федерации (1994). Лауреат Ленинской премии (1986).

## Биография
Учился в Тбилисском театральном институте имени Шоты Руставели в мастерской Д. Алексидзе. По окончании института в 1965 году работал режиссёром Драматического театра в Зугдиди (до 1967 года). Затем, в 1967—1970 гг. работал в Тбилисском театре юного зрителя, с 1970 по 1980 в Театре имени Шота Руставели.
С 1991 года тесно сотрудничал с Большим драматическим театром им. Г. А. Товстоногова, но долгое время отказывался от поста главного режиссёра. Позже Чхеидзе по этому поводу говорил: «Я знал: что тут ни сделай — это будет хуже, чем во времена Товстоногова. Но его нет, и вообще товстоноговы рождаются крайне редко. А жизнь идёт, и я, восторгаясь тем театром, который был когда-то, не ставлю так, как Товстоногов». Тем не менее в 2004 году Чхеидзе уступил многолетним уговорам художественного руководителя театра Кирилла Лаврова и был назначен главным режиссёром БДТ. После смерти Лаврова в 2007 году стал художественным руководителем театра.
В последние годы критики писали о застое в Большом драматическом, и 19 февраля 2013 года Темур Чхеидзе подал в отставку. Причины своей отставки он объяснил на пресс-конференции 4 марта: «Сейчас, наверное, настало время, когда БДТ нужны перемены, на которые лично я не могу пойти. Многие называют меня ретроградом, но это был мой принципиальный путь — сохранять наследие Товстоногова. Убеждён, что пройдут неполные 10 лет, и классика снова понадобится русскому театру. Один молодой человек сказал мне, что мои спектакли воспринимаются как анахронизм. Я благодарен ему за честность».
Скончался 5 июня 2022 года.

## Постановки опер
В Мариинском театре:
- 1996 — «Игрок» С. С. Прокофьева (Национальная премия «Золотая маска» в номинации «Лучший оперный спектакль»)
- 1998 — «Дон Карлос» Дж. Верди и «Летучий голландец» Р. Вагнера
- 1999 —  «Скупой рыцарь» С. В. Рахманинова и «Моцарт и Сальери» Н. А. Римского-Корсакова[7]

В 2004 году в Большом театре поставил оперу «Леди Макбет Мценского уезда» Д. Д. Шостаковича. Осуществил постановки опер русских композиторов за рубежом: «Игрок» С. С. Прокофьева в Ла Скала в 1991 году и в Метрополитен-опере в 2001 году; «Царскую невесту» Н. А. Римского-Корсакова в оперных театрах Франции в Париже и Бордо в 2004 году.

## Награды
- Орден Почёта (14 февраля 2009 года) — за большой вклад в развитие отечественного театрального искусства и многолетнюю творческую деятельность[8]
- Народный артист Российской Федерации (12 февраля 1994 года) — за большие заслуги в области театрального искусства[2]
- Президентский орден «Сияние» (2018, Грузия)[9]
- Народный артист Грузинской ССР (1981)
- Ленинская премия (1986)
- Почётный гражданин Тбилиси (2010)
- Нагрудный знак Министерства культуры РФ «За вклад в российскую культуру» (29 марта 2013 года)[10]